# Avigdor Hameiri
Avigdor Hameiri (în ebraică:אביגדור המאירי, numele la naștere:Avigdor Menahem Feuerstein, n.5 septembrie 1890 Ódávidháza, lângă Muncaci, Transcarpatia, atunci în Regatul Ungariei, Imperiul Austro-Ungar - d.3 aprilie 1970 Tel Aviv, Israel) a fost un scriitor, poet, publicist și traducător israelian, evreu originar din Rutenia subcarpatică . A scris cărți a căror acțiune se petrece în vremea celui Primului Război Mondial, văzut din prisma unui ofițer evreu. Poeziile sale au reflectat, între altele, atitudinea critică a autorului față de societatea din Palestina mandatară. Hameiri a întemeiat teatrul satiric ebraic în Palestina.(ansamblurile „Kumkum” și „Mataté”)

## Biografie

### Copilăria și tinerețea
Avigdor Feuerstein s-a născut în anul 1890 într-o familie de evrei vorbitori de idiș și maghiară în satul Ódávidháza, în Trascarpatia sau Rutenia subcarpatică, care făcea pe atunci parte din Ungaria de nord, în cadrul Transleithaniei, Imperiul Austro-Ungar, în zilele noastre comuna Stare Davîdkovo din Ucraina, nu departe de orașul Muncaci (Mukacevo). Satul Ódávidháza avea practic o singură uliță, și găzduia oamenii  - mulți din ei agricultori - evrei și creștini maghiari și ruteni- aflați în serviciul grofului maghiar Lónyay. Acesta închiriase bunicului matern al scriitorului, David Rosovski (Roșovski) o bucată de pământ, pe care mai târziu i-a cedat-o.
Nepotul de frate al scriitorului a fost publicistul, scriitorul și criticul literar, de muzică și teatru israelian  Emil Feuerstein. 
Hameiri a devenit orfan de mama sa, Hadassa Rosovsky (Roșovski) și a crescut în casa bunicului său matern David Rosovsky (Roșovski), care era un erudit in limba ebraică și semnase colaborări la gazete ebraice ale vremii. Tatăl, Tzvi (Hirsch) Meir Feuerstein, era unul din învățăceii vestitului rabin ortodox Schick („Maharam Shik”), și a făcut studii religioase la o ieșivă și la Seminarul rabinic din Budapesta. 
Hameiri a învățat temeinic ebraica în casa bunicului său, și a publicat prima sa poezie „Ben Atid” (Fiu al viitorului) încă în Ungaria, în revista „Hamitzpe”  (în ebraică - „Observatorul”) de sub redacția lui Shimon Menahem Lazar.
În anii 1910-1912 a locuit la Berlin, unde a publicat primul său volum de versuri ebraice.
În 1914 a fost încorporat în armata austro-ungară și a participat la Primul Război Mondial ca ofițer pe frontul austro-rus.
În 1916 a căzut prizonier la ruși și a fost deținut în lagăre de prizonieri în Siberia. În urma Revoluției ruse din februarie 1917 a fost pus în libertate. A ajuns la Kiev, apoi la Odesa, unde s-a alăturat grupului de scriitori din jurul lui Haim Nahman Bialik.

### În Palestina
În anul 1921 a emigrat în Palestina mandatară împreună cu alți scriitori ebraici, în cadrul valului de imigrație numit Aliyá a III-a. Din cauza unei broșuri despre evenimentele sângeroase din Palestina din anul 1920 Hameiri a fost pus sub arest de un tribunal britanic sub acuzația de ofensă a națiunii arabe.
La început, a lucrat la cotidianul ebraic Haaretz. Și-a ebraizat numele de familie în Hameiri în octombrie 1922. Numele acesta vine de la cuvântul și numele ebraic „Meír” însemnând „luminător” și care aduce aminte de cuvântul „foc” din numele familiei sale de origine, Feuerstein.
În anul 1927 Hameiri a fost, alături de actorul Eliezer Donath, fondatorul primului teatru satiric în limba ebraică - Teatrul „Hakumkum” (Ibricul) din Tel Aviv, pentru care a scris cea mai mare parte a textelor. După închiderea teatrului în 1928, a înființat un alt teatru asemănător - „Hamataté ”(Mătura).
În anul 1929 i-a apărut cartea „Hashigaon hagadol” (Marea nebunie), ilustrată de Pesah Ir-Shay, care descrie peripețiile sale ca ofițer austro-ungar în primul război mondial. În acea perioadă a colaborat la mai multe magazine literare ebraice din Palestina, „Lev hadash” (Inima nouă)  și „Hamahar ”(Ziua de mâine).În anii 1935-1936 a publicat poezii în hebdomadarul „Hahaím Halálu” (Viața aceasta).
În anul 1936 i s-a decernat un premiu literar din partea Institutului Bialik, pentru volumul său de versuri  „Sefer Shirim” (Volum de poezii). Până la sfârșitul vieții Hameiri a publicat creații literare de genuri diverse: versuri, proză, piese de teatru, traduceri, de asemenea, a lucrat și ca redactor de reviste.

### După proclamarea Statului Israel
În anii 1948-1958 a fost angajat ca redactor principal de stil al publicațiilor parlamentului israelian, Knesset.
În anul 1962 a primit premiul „Usishkin” pentru volumul de poezii „Belivnat hasapir” , iar în anul 1968 i s-a decernat Premiul Israel pentru beletristică.
În cursul anilor Hameiri a adoptat o atitudine critică față de instituțiile politice și literare din Israel și s-a confruntat cu ele cu orice prilej. La începutul anilor 1930 concepția sa politică era apropiată de cea a sionismului revizionist din școala lui Zeev Jabotinski. Mai târziu vederile sale au suferit o cotitură în direcția stângii radicale.
În ciuda acestui fapt, Hameiri a corespondat în mod consecvent cu liderul spiritual al hasidismului Habad, rabinul Menachem Mendel Schneerson, corespondență care este păstrată la Arhiva Gnazim din Tel Aviv.  În ultimii ani ai vieții scriitorul s-a întors la practica religioasă și a stat în legătură cu rabinul Meir Blizhinski din Ramat Gan.
Avigdor Hameiri a încetat din viață la Tel Aviv în anul 1970, la vârsta de 79 ani,  și a fost înmormântat în aria scriitorilor din cimitirul Kiryat Shaul la Tel Aviv.

## Premii și onoruri
- 1936 - Premiul Institutului Bialik
- 1962 - Premiul literar Usishkin
- 1968 - Premiul de stat al Israelului - Premiul Israel pentru literatură

## In memoriam
- In amintirea sa a fost numită o piață la intrarea principală în Universitatea Ebraică din Ierusalim; de acolo pornește o cărare numită de asemenea după Hameiri, care străbate Grădina botanică a Universității, pe Muntele Scopus și la mijlocul căreia a fost așezată o placă memorială cu cunoscuta lui poezie, «De pe culmea Muntelui Scopus, pace ție, Ierusalime»

De asemenea, îi poartă numele străzi în cartierul Krinitzi din Ramat Gan, în cartierul Carmelul francez din Haifa, în cartierul Neot Afeka din Tel Aviv, în orașul Beer Sheva etc.

## Cărți
- 1938 - Massá beEirópa hapraít : rishmei agav anakroniyim (Voiaj în sălbatica Europă: note anacronice în treacăt)